# فولكس فاجن لوبو
فولكس فاجن لوبو  هي سيارة من تصنيع فولكس فاجن، وتواجدت بالأسواق منذ سنة 1998 حتى 2005.